# Hornschuchia lianarum
Hornschuchia lianarum là loài thực vật có hoa thuộc họ Na. Loài này được David Mark Johnson mô tả khoa học đầu tiên năm 1995.

## Phân bố
Loài này có tại bang Bahia ở miền đông Brasil.

## Mô tả
Loài cây gỗ hay cây bụi này có trong các khu rừng mưa Đại Tây Dương, thảm thực vật Carrasco, rừng lá bán sớm rụng theo mùa và vùng sinh thái trảng cỏ nhiệt đới Cerrado.